# Okno otevřené
Okno otevřené a jednotka sabin  jsou pomocné jednotky pro vyjádření míry zvukové pohltivosti či zvukové průzvučnosti. 

## Definice otevřeného okna
Okno otevřené je činitel (index), tedy bezrozměrné poměrné číslo, jež udává poměr zvukového výkonu prošlého nějakou stěnou (nějakým tělesem) k celkovému dopadajícímu zvukovému výkonu. Maximální pohltivost rovnou číslu jedna má tedy pouze volný prostor respektive volný otvor, kde nedochází k žádnému odrazu, a tudíž vracení zvuku. Nejméně zvuku pak pohlcují látky, kde se tento činitel blíží k nule (minimální hodnota).
Podobnou bezrozměrnou veličinou je činitel zvukové průzvučnosti, pro nějž se kdysi[kdy?] používala podobná jednotka otevřené dveře.

## Jednotka sabin
Jednotka sabin je definována jakožto pohltivost 1 metru čtverečního materiálu stoprocentně pohlcujícího zvuk. Tato jednotka byla nazvána podle W. C. Sabineho.